# Sylvaine Scomazzon
Sylvaine Scomazzon, née le 1er février 1967 à Charleroi (province de Hainaut), est une coloriste belge de bande dessinée.

## Biographie

### Jeunesse et formation
Sylvaine Scomazzon naît le 1er février 1967 à Charleroi. Elle est d'origine italienne. Après un cycle scolaire en biotechnique à l'École Sainte-Thérèse de Florennes, elle termine ses humanités à l'Athénée royal de cette même ville en décrochant en 1986 une technique de qualification en arts graphiques. Sur sa lancée, elle poursuit par un graduat en publicité et graphisme à l'Institut Reine Astrid Mons (en) (IRAM), obtenu en 1988. En décembre 1991, elle devient indépendante. Mue par son désir de progresser, elle va suivre, par après, une formation de webdesigner au Centre de compétence Cepegra de Gosselies.

### Au studio Leonardo
Sylvaine Scomazzon vient à la bande dessinée par hasard, en cherchant du travail après ses études : elle retrouve une de ses anciennes condisciples du secondaire qui travaillait chez Vittorio Leonardo. Elle apprend par son fait que celui-ci cherche des assistantes pour son studio de coloriage. Elle y travaille pendant treize ans, totalisant à son actif plus de cinq mille planches mises en couleurs, et ce pour environ cent quarante titres d'albums, dans les diverses maisons d'édition qui font appel au Studio Leonardo. Citons pêle-mêle, des séries comme Les Femmes en blanc ou Le Boss de Philippe Bercovici, Gaston Lagaffe d'André Franquin, Boule et Bill de Jean Roba, Cédric de Laudec, Les Petits Hommes de Pierre Seron, Jimmy Tousseul de Daniel Desorgher, Jeannette Pointu de Marc Wasterlain, pour les éditions Dupuis. Ou encore, pour IMPS, les albums des Schtroumpfs, Johan et Pirlouit ou Benoît Brisefer (albums édités depuis par Le Lombard). Pour Lucky Productions, les séries Lucky Luke, Rantanplan ou Kid Lucky. Elle a aussi collaboré au coloriage de Léo Loden de Serge Carrère aux éditions Soleil, ou à diverses parutions des Éditions du Triomphe ou encore à quelques albums des Éditions Joker/P & T Productions. 

### Coloriste de séries réalistes
Actuellement, après avoir assuré les couleurs de l'album en dessin réaliste de Christian Delvoye aux Éditions du Renard en 2004 (Les Trafiquants de Vies), elle met en couleurs l'album Jeux de Schtroumpfs dessiné par Ludo Borecki aux éditions Le Lombard et elle travaille au coloriage du premier tome de Brooklyn 62nd, une bande dessinée par Michel Koeniguer et éditée par les Éditions Paquet en 2005,. Elle réalise la mise en couleur du 24e tome de Biggles pour le dessinateur Éric Loutte au Lombard ainsi que Biggles en danger dans la collection « Héritage » des éditions Miklo. Jacques Fiérain écrit à propos de Post mortem : « Le jeune dessinateur verviétois Bertrand Marchal, aidé des teintes très riches de la coloriste hennuyère Sylvaine Scomazzon [… ]. »

## Publications
Par ordre alphabétique

### Idéfix et les Irréductibles
- 2. Les Romains se prennent une gamelle !, Les Éditions Albert René, Vanves, 15 juin 2022
Scénario : Yves Coulon, Simon Lecocq, Nicolas Robin et Hervé Benedetti - Dessin : Philippe Fenech et Jean Bastide - Couleurs : Sylvaine Scomazzon, Thierry Mébarki, Raphaël Delerue -  (ISBN 978-2-86497-600-4),Adaptation de René Goscinny et Albert Uderzo.
- 3. Ça balance pas mal à Lutèce !, Les Éditions Albert René, Vanves, 5 octobre 2022
Scénario : Marine Lachenaud, Olivier Serrano - Dessin : Philippe Fenech et David Etien - Couleurs : Sylvaine Scomazzon, Thierry Mébarki, Raphaël Delerue -  (ISBN 978-2-86497-601-1)
- 4. Les Irréductibles font leur cirque, Les Éditions Albert René, Vanves, 14 juin 2023
Scénario : Yves Coulon, Simon Lecocq et Cédric Bacconnier - Dessin : Philippe Fenech et David Etien - Couleurs : Sylvaine Scomazzon, Thierry Mébarki -  (ISBN 978-2-86497-664-6)
- 5. Idéfix et le druide, Les Éditions Albert René, Vanves, 20 septembre 2023
Scénario : Matthieu Choquet - Dessin : Philippe Fenech - Couleurs : Sylvaine Scomazzon, Thierry Mébarki -  (ISBN 978-2-86497-751-3)
- 6. La Forêt lumière, Les Éditions Albert René, Vanves, 12 juin 2024
Scénario : Matthieu Choquet, Olivier Jean-Marie et Cédric Bacconnier - Dessin : Jean Bastide - Couleurs : Sylvaine Scomazzon -  (ISBN 978-2-86497-752-0)
- 7. La Traversée de Lutèce, Les Éditions Albert René, Vanves, 9 octobre 2024
Scénario : Philippe Clerc, Olivier Serrano, Lison D'Andréa, Philippe Fenech - Dessin : Philippe Fenech - Couleurs : Sylvaine Scomazzon -  (ISBN 978-2-86497-755-1)
- 8. À la poursuite du flacon vert, Les Éditions Albert René, Vanves, 11 juin 2025
Scénario : Philippe Clerc, Olivier Serrano, Lison D'Andréa - Dessin : Federico Mancuso - Couleurs : Sylvaine Scomazzon -  (ISBN 978-2-86497-753-7)

### En revues et journaux
- L'Édito des Schtroumpfs[7], dessin : Ludo Borecki, Spirou no 4554 du 23 juillet 2025.